# Gabriel Busquets Aparicio
Gabriel Busquets Aparicio (* 10. April 1950 in Inca) ist ein spanischer Diplomat.

## Leben
Er studierte bis 1977 Rechtswissenschaften an der Universität Barcelona und trat anschließend in den diplomatischen Dienst Spaniens ein. Ab dem 16. März 1977 war er zunächst dritter, dann ab dem 30. Mai 1977 zweiter Botschaftssekretär an der spanischen Botschaft in Äthiopien. Am 20. Juni 1979 wurde er Konsul im spanischen Generalkonsulat in Frankfurt am Main in Deutschland. Es folgte ab dem 20. April 1983 ein Einsatz als Konsul in Antwerpen und Lüttich. Er kehrte zurück nach Spanien und wurde am 1. September 1986 im spanischen Außenministerium in Madrid Leiter der Unterabteilung für Kulturelle Zusammenarbeit in der Abteilung für Kulturelle Beziehungen. Am 29. Oktober 1987 wurde er Gesandter der spanischen Botschaft in Deutschland, bis er am 1. August 1992 in gleicher Funktion in Marokko eingesetzt wurde. Im November 1995 war er als Beauftragter für die Europa-Mittelmeer-Konferenz in Barcelona tätig. 
Im Jahr 1996 wurde er für das spanische Außenministerium als Beauftragter für Mittelmeerfragen tätig. Anschließend übernahm er am 21. März 1997 die Funktion als Botschafter in Teheran, der Hauptstadt Irans. 2000 kehrte er wieder nach Spanien zurück und war ab dem 28. Juli Leiter der Abteilung Mittelmeerraum, Naher Osten und Afrika des Außenministeriums. Diese Aufgabe versah er, bis er am 31. Mai 2004 Botschafter in Deutschland wurde. Nach einem Einsatz als Botschafter in Algerien ab dem 29. August 2008 war er ab 2013 Sonderberater der Generaldirektion Maghreb, Afrika, Mittelmeer und Naher Osten und ab 2014 Botschafter für Mittelmeerfragen. Er übernahm dann ab dem 20. April 2017 das Amt als spanischer Botschafter in Schweden.